# Aberdeen FC
Az Aberdeen Football Club (ismert még The Dons, The Reds és The Dandies néven is) egy aberdeeni székhelyű skót labdarúgócsapat, amely jelenleg a Scottish Premier League-ben szerepel. Története során 4-szeres skót bajnok, 7-szeres Skót Kupa-győztes és Skóciában egyedülálló módon két nemzetközi trófeát is elhódított már: a KEK-et és az Európai Szuperkupát, mindkettőt 1983-ban. Noha 2000-ben bejutottak a Skót Kupa és a Skót Ligakupa döntőjébe is, nem nyerték meg végül egyik sorozatot sem, így immár 1995 óta nem szereztek egyetlen aranyérmet sem. A csapat egyébként az 1980-as években egymás után háromszor is elhódította a Skót Kupát, erre rajtuk kívül csak a Rangers volt képes.
A csapat 1903-as megalapítása óta a Pittodrie-ban játssza meccseit; a stadion jelenleg 22 199 férőhelyes. Annak idején ez volt az első csak ülőhelyekkel rendelkező és teljesen fedett stadion az Egyesült Királyságban.
A klubszínek jelenleg a piros és a fehér, de 1939-ig fekete-arany mezben léptek pályára a játékosok.
A csapatnak - földrajzi fekvéséből kifolyólag - nincs helyi riválisa, ám az 1980-as évek óta a viszonylag közeli Dundee város csapata, a Dundee United elleni meccseiket New Firm-nek nevezik. E két csapat ebben az évtizedben - átmenetileg - átvette a skót labdarúgásának irányítását a mezőnyből hagyományosan kiemelkedő Celtic, Rangers "párostól". Utóbbiak párharcát hívják Old Firm-nek.

## Klubrekordok, statisztikák

### Egyéni

#### Mérkőzések
- Legtöbb bajnoki meccs: Willie Miller, 556, 1973–1990.
- Legtöbb válogatottság: Jim Leighton, 91, Skócia

#### Gólok
- Legtöbb bajnoki gól: Joe Harper, 205
- Legtöbb gól egy szezonban: Benny Yorston, 38, 1934-1935

#### Átigazolások
- Legnagyobb átigazolási bevétel: 1 750 000 font, Eoin Jess, a Coventry Citybe, 1996. február
- Legnagyobb átigazolási kiadás: 1 000 000 font, Paul Bernard, az Oldham Athleticbe, 1995. szeptember

### Csapat

#### Meccsek

##### Skóciában
- Első meccs: Aberdeen-Stenhousemuir 1–1 (Pittodrie, 1903. augusztus 15.)
- Legnagyobb győzelem: Aberdeen-Peterhead 13–0 (Pittodrie, Skót Kupa, 3 forduló, 1923. február 10.)
- Legnagyobb vereség: Celtic-Aberdeen 8–0 (Celtic Park, Scottish First Division, 1965. január 30.)

##### Európában
- Legnagyobb győzelem: Aberdeen-KR Reykjavík 10–0, (Pittodrie, KEK, 1967. szeptember 6.)
- Legnagyobb vereség: Bayern München-Aberdeen 5–1 (Allianz Arena, München, UEFA-kupa, 2008. február 21.)

#### Nézőszám
- Legmagasabb hazai nézőszám: 45 061 a Hearts ellen, Skót Kupa-negyeddöntő, 1954. március 13.
- Legmagasabb átlagnézőszám: 24 200, 1948-1949 (15 meccsen)

## Sikerek
- Scottish Premier League
  - Győztes (négyszer): 1954-1955, 1979-1980, 1983-1984, 1984-1985
  - Második (tizenháromszor): 1910-1911, 1936-1937, 1955-1956, 1970-1971, 1971-1972, 1977-1978, 1980-1981, 1981-1982, 1988-1989, 1989-1990, 1990-1991, 1992-1993, 1993-1994
- Skót Kupa
  - Győztes (hétszer): 1946-1947, 1969-1970, 1981-1982, 1982-1983, 1983-1984, 1985-1986, 1989-1990, 2024-2025
  - Második (nyolcszor): 1936-1937, 1952-1953, 1953-1954, 1958-1959, 1966-1967, 1977-1978, 1992-1993, 1999-2000
- Skót Ligakupa
  - Győztes (hatszor): 1955-1956, 1976-1977, 1985-1986, 1989-1990, 1995-1996, 2013-2014
  - Második (hétszer): 1946-1947, 1978-1979, 1979-1980, 1987-1988, 1988-1989, 1992-1993, 1999-2000
- KEK
  - Győztes (egyszer): 1982-1983
  - Elődöntős (egyszer): 1983-1984
- UEFA-szuperkupa
  - Győztes (egyszer): 1983

## Játékosok

### Jelenlegi keret
| #  |          | Poszt | Név                                            |
| -- | -------- | ----- | ---------------------------------------------- |
| 1  | Anglia   | K     | Joe Lewis                                      |
| 2  | Anglia   | V     | Shay Logan                                     |
| 3  | Skócia   | V     | Graeme Shinnie (Csapatkapitány)                |
| 4  | Skócia   | V     | Andy Considine                                 |
| 5  | Írország | V     | Anthony O'Connor                               |
| 6  | Skócia   | V     | Mark Reynolds                                  |
| 7  | Skócia   | KP    | Kenny McLean (Kölcsönben a Norwich Citytől)    |
| 8  | Skócia   | CS    | Greg Stewart (Kölcsönben a Birmingham Citytől) |
| 9  | Írország | CS    | Adam Rooney                                    |
| 10 | Anglia   | CS    | Nicky Maynard                                  |
| 11 | Skócia   | KP    | Gary Mackay-Steven                             |
| 14 | Izland   | V     | Kári Árnason                                   |
| 15 | Skócia   | CS    | Scott Wright                                   |

| #  |                | Poszt | Név                                                     |
| -- | -------------- | ----- | ------------------------------------------------------- |
| 17 | Észak-Írország | CS    | Niall McGinn                                            |
| 18 | Anglia         | V     | Dominic Ball (Kölcsönben a Rotherham Unitedtól)         |
| 19 | Skócia         | V     | Scott McKenna                                           |
| 20 | Írország       | K     | Danny Rogers                                            |
| 22 | Skócia         | KP    | Ryan Christie (Kölcsönben a Celtic FCtől)               |
| 23 | Nigéria        | KP    | Chidiebere Nwakali (Kölcsönben aManchester City U23tól) |
| 26 | Skócia         | V     | Michael Devlin                                          |
| 27 | Anglia         | CS    | Sam Cosgrove                                            |
| 30 | Anglia         | K     | Freddie Woodman (Kölcsönben a Newcastle Unitedtól)      |
| 83 | Skócia         | CS    | Stevie May                                              |

### Hírességek Csarnoka
Az Aberdeen 2003-ban, az alapítás 100. évfordulóján avatta fel Hírességek Csarnokát. Kezdetben az volt az elképzelés, hogy öt éven belül 50 játékos és stábtag nyer majd beiktatást, ennek ellenére jelenleg (a hivatalos weboldal szerint) csak tizennyolc tagja van a jeles társaságnak. A tagok:
| - Eoin Jess - Jim Bett - Alex McLeish - Martin Buchan - David Robertson - Neale Cooper | - Joe Harper - Jim Hermiston - John Hewitt - Drew Jarvie - Jim Leighton - Theo Snelders | - Willie Miller - Hans Gilhaus - Ally Shewan - Neil Simpson - Eddie Turnbull - Eric Black |  |